# Acacia pycnantha
Acacia pycnantha або австралійська акація — вид дерев з роду акація (Acacia) родини бобові (Fabaceae).
1 вересня 1988 року офіційно проголошена національною квіткою Австралії.
Зустрічається в прибережних евкаліптових лісах. Вид досить морозостійкий і може рости практично на будь-якому ґрунті, головна умова — хороший дренаж. Перед посадкою насіння необхідно добре прогріти в гарячій воді для пом'якшення твердої оболонки.

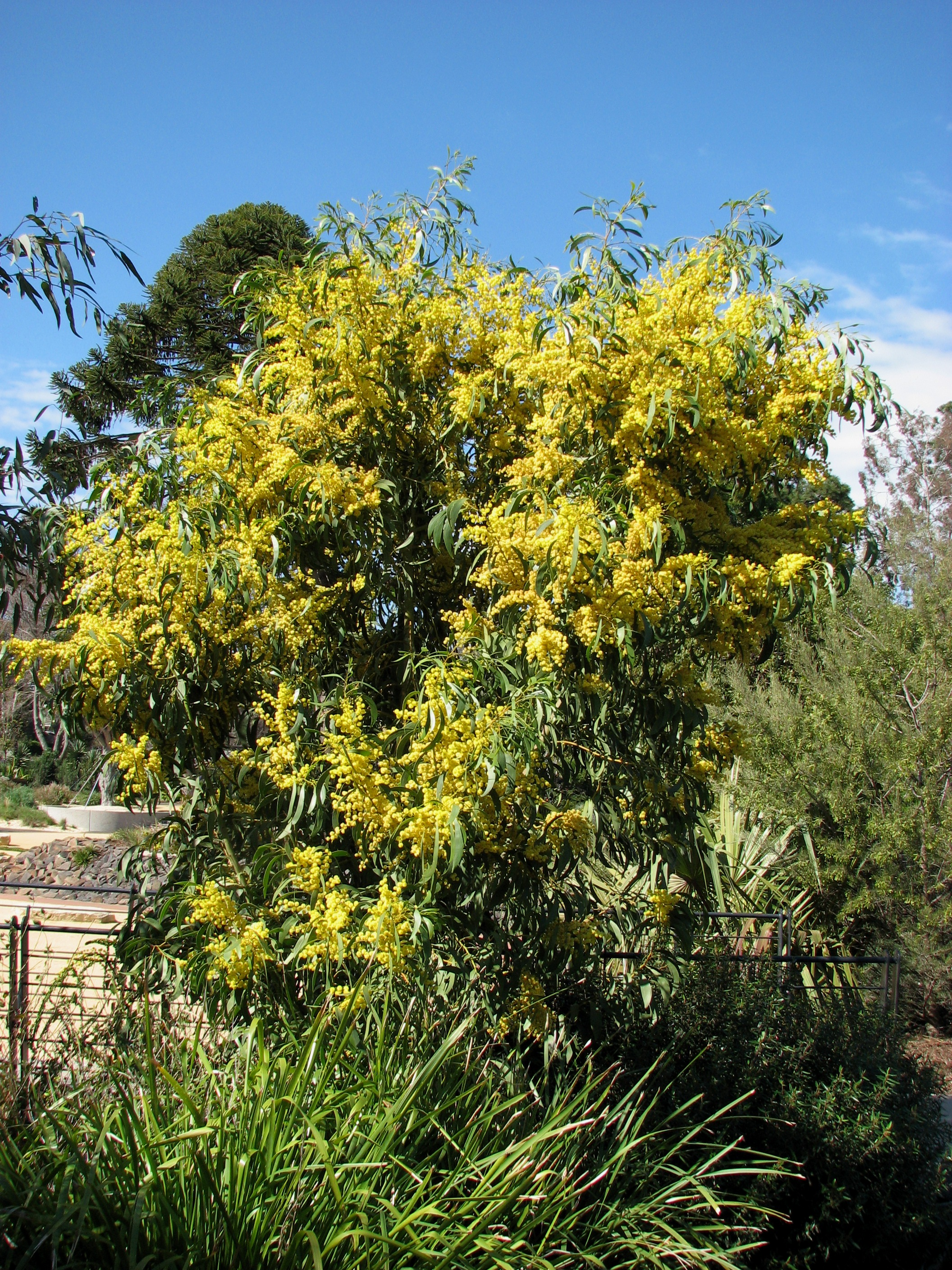
Acacia pycnantha (загальний вигляд), Джилонзький ботанічний сад

## Поширення і екологія
У природі ареал виду охоплює австралійські штати Новий Південний Уельс, Південна Австралія і Вікторія.
Цей вид був натуралізований за межами свого первісного ареалу в Австралії. У Новому Південному Уельсі цей вид особливо поширений навколо Сіднея і уздовж Центрального узбережжя. На території Тасманії поширився на сході штату. У Західній Австралії він зустрічається на відрогах хребта Дарлінг і в західному пшеничному поясі, а також в районах міст Есперанс і Калгурлі.
За межами Австралії вид був натуралізований в ПАР, Танзанії, Італії, Португалії, Індії, Індонезії та Нової Зеландії, а також на острові Сардинія. Цей вид є на території Каліфорнії, але не вважається там натуралізованим. У Південній Африці, де це вид був висаджений в період між 1858 і 1865 роками для стабілізації дюн і виробництва танінів, він поширився по водних шляхах в лісові, гірські і рівнинні райони і став інвазивним шкідником.

## Ботанічний опис
Acacia pycnantha зазвичай зростає як невелике дерево висотою до 3—8 метрів, хоча в Марокко були зафіксовані дерева висотою до 12 метрів. Колір кори зазвичай від темно-коричневого до сірого, причому кора гладка в молодих рослин, а на старих вона може бути борознистою і шорсткою.
Гілочки можуть бути голими і гладкими або покритими білим нальотом. Зрілі дерева не мають справжніх листків, але мають філлодіуми (лат. phyllodium), плоскі і розширені черешки, які звисають з гілок. Вони блискучі, темно-зеленого кольору, довжиною від 9 до 15 см та шириною від 1 до 3,5 см. Новий приріст має бронзове забарвлення. Польові спостереження в заповіднику Гейл показують, що найбільший рост відбувається протягом весни і літа з жовтня по січень.
Квіткові бруньки з'являються цілий рік на кінчиках нового приросту, але тільки ті, які з'явилися в період з листопада по травень, цвітуть кілька місяців по тому. Цвітіння зазвичай відбувається з липня по листопад (з кінця зими до початку літа в Австралії). Пізніші бруньки розвиваються швидше, тому пік цвітіння спостерігається в липні і серпні. Яскраво-жовті суцвіття ростуть групами по 40-80 довгих кистей довжиною 2,5-9 см. Кожне суцвіття являє собою кульоподібну структуру, покриту 40-100 маленькими квітками з п'ятьма крихітними п'ятикутними пелюстками і довгими прямими тичинками, які надають квітці пухнастий вигляд.
Насіннєві коробочки мають пряму або злегка вигнуту форму, довжину 5-14 см і ширину 5-8 мм. Вони спочатку мають яскраво-зелений колір, в процесі дозрівання темніють до темно-коричневого. Насіння має довжину від 5,5 до 6 мм.

## Використання

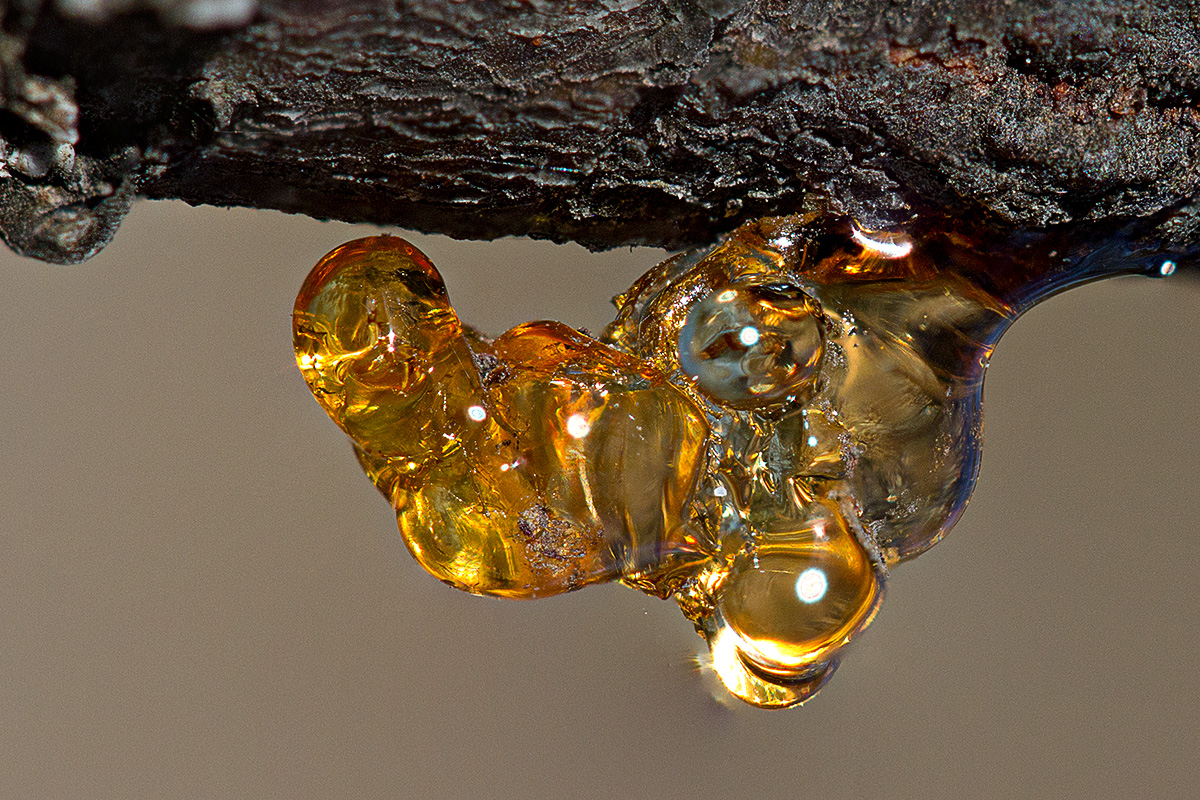
Камедь

Дерева Acacia pycnantha вирощували в помірних регіонах по всьому світу для отримання танінів з її кори, оскільки вона забезпечує найвищий урожай серед усіх акацій. Дерева для отримання дубильних речовин можуть бути використані у віці від семи до десяти років. Комерційне використання деревини обмежена невеликими розмірами дерев, але вона має високу цінність як паливо. Ароматичні квіти використовують для виготовлення парфумів, а також для виробництва меду у вологих районах.
У Південній Європі це один з декількох видів, які вирощують для торгівлі зрізаними квітами і продають як «мімозу». Як і багато інших видів акації, Acacia pycnantha виділяє камедь при пошкодженні кори. Корінні австралійці вживають її як жуйку, тому камедь була досліджена як можлива альтернатива гуміарабіку, якій широко використовується в харчовій промисловості.

## Галерея

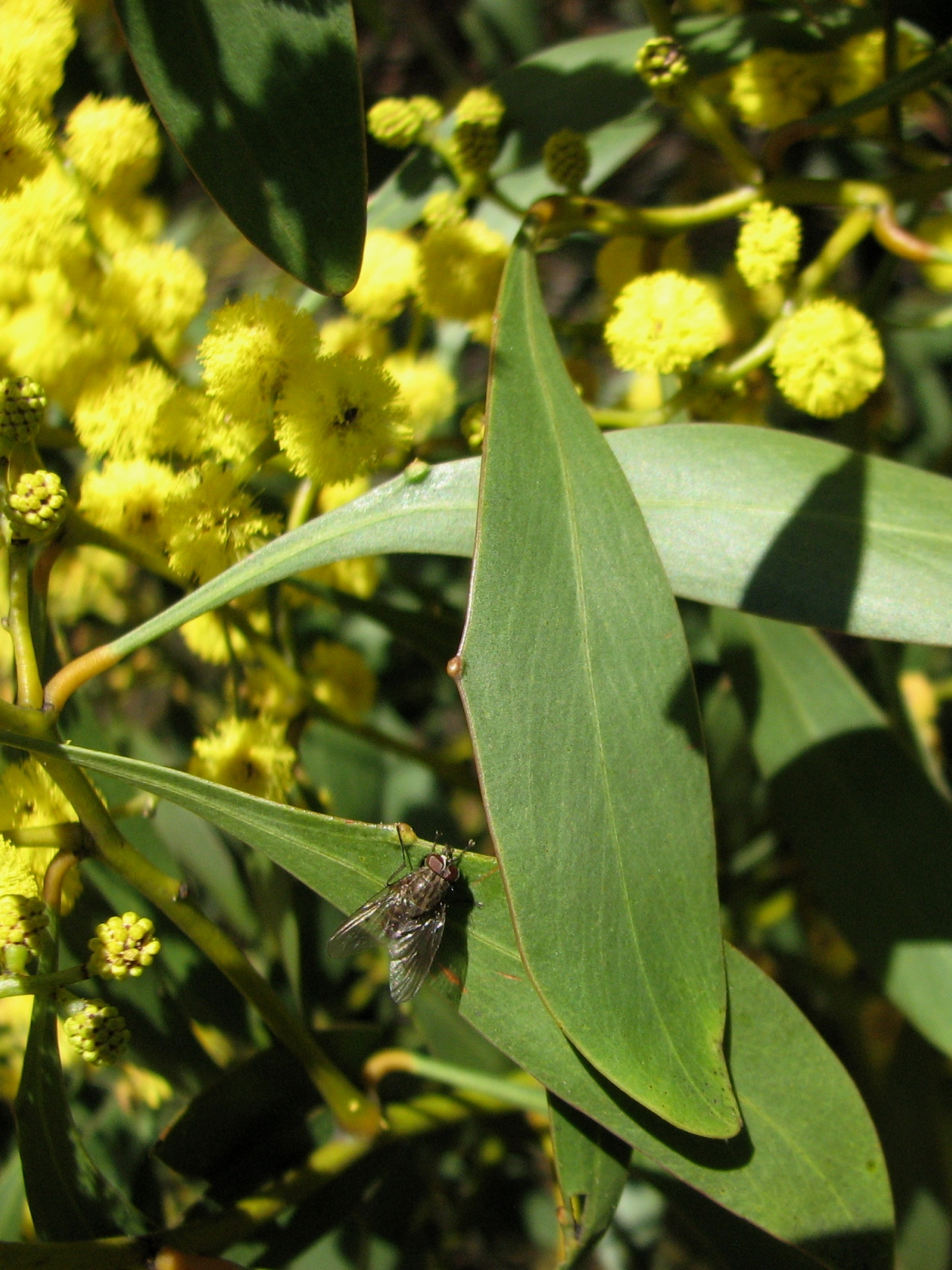
Філлодіуми (псевдолистя)
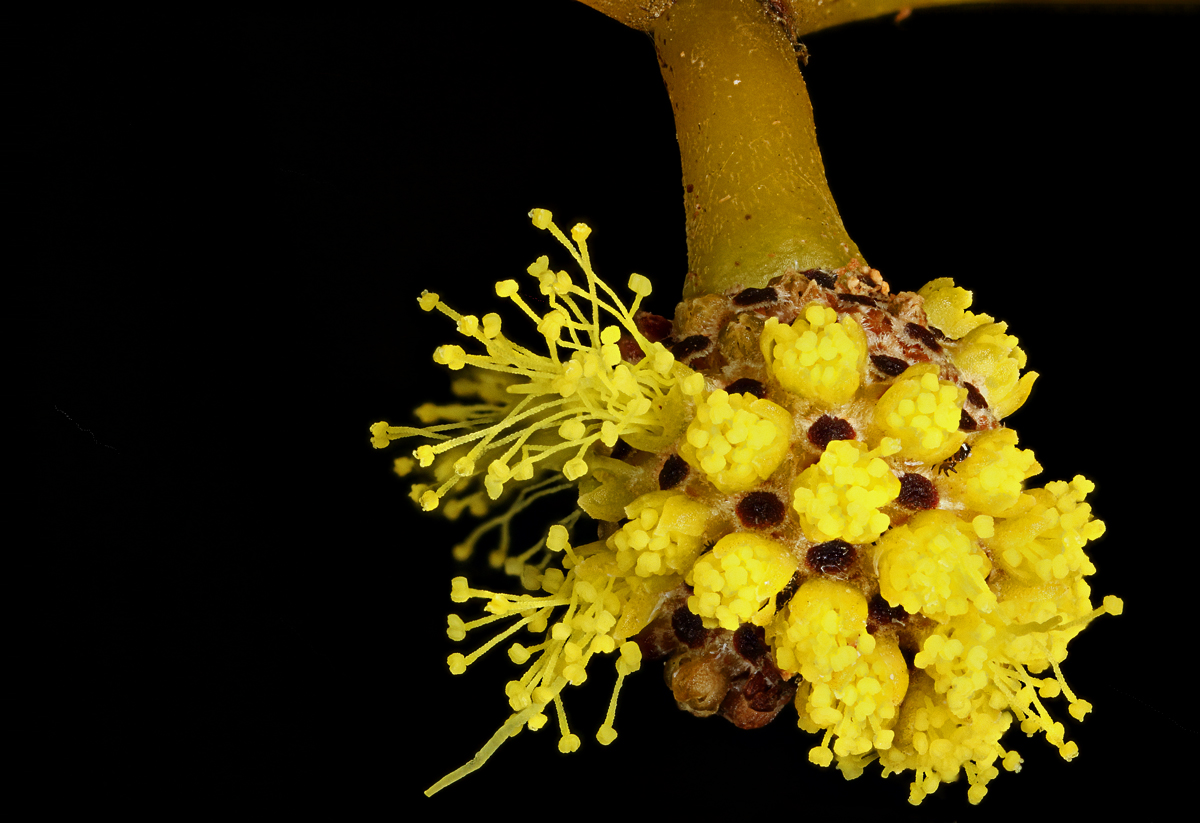
Початок розпускання квітки
Кінець розпускання квітки
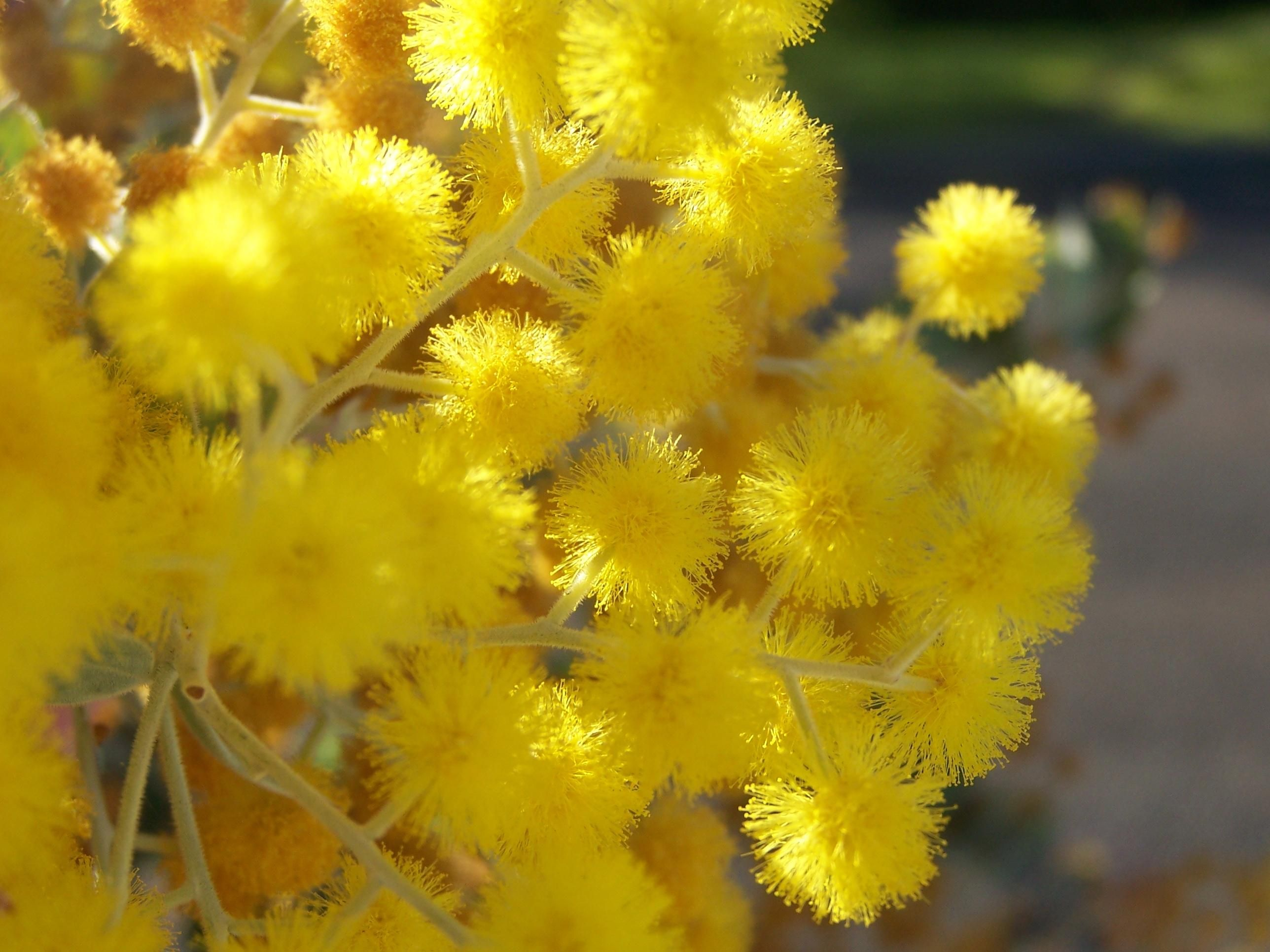
Квіти (загальний вигляд)
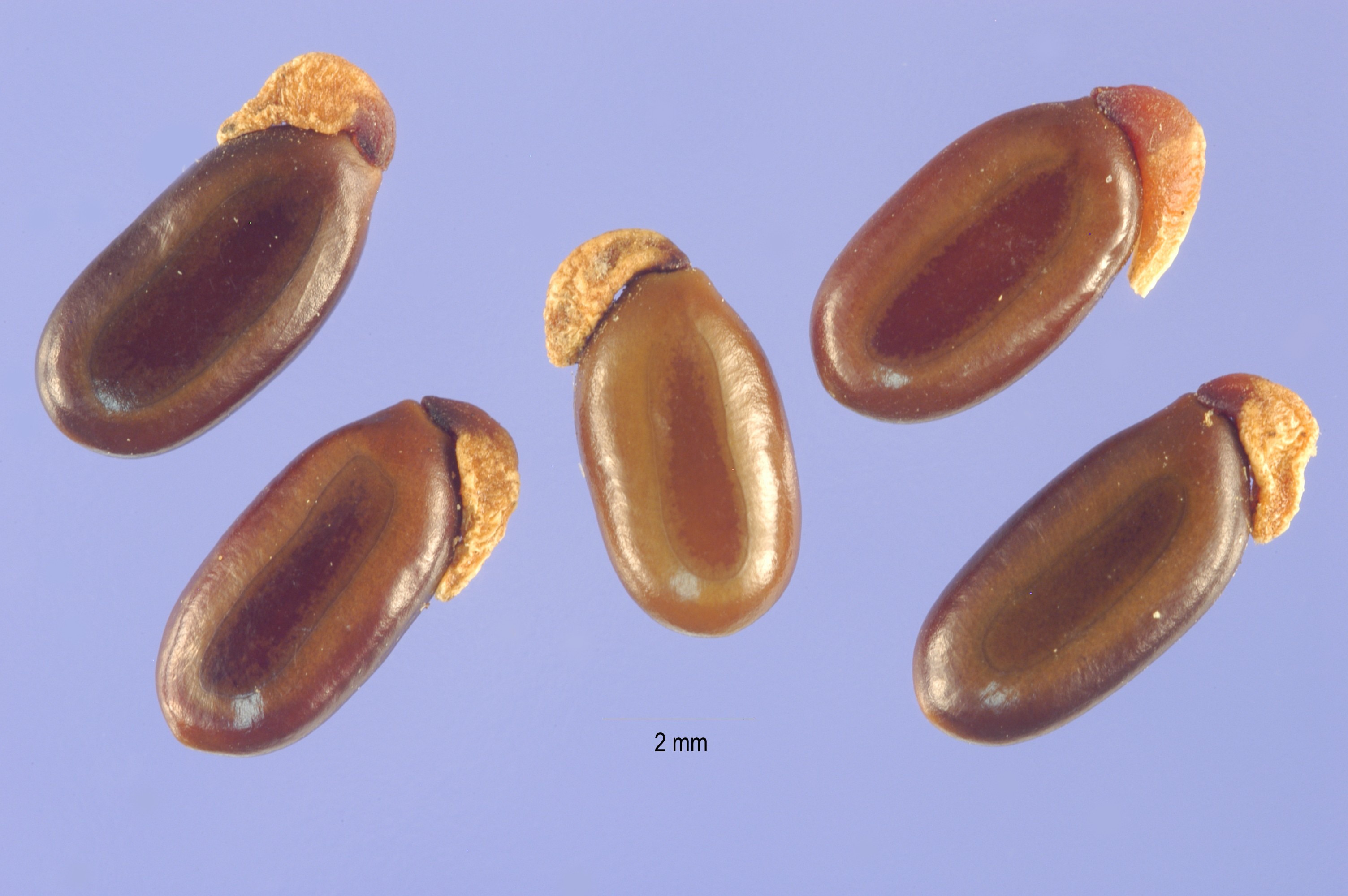
Насіння